# 언제나 님과 함께
"언제나 님과 함께"는 한국에서 제작된 박호태 감독의 1973년 영화이다. 남진 등이 주연으로 출연하였고 강인옥 등이 제작에 참여하였다.

## 출연

### 주연
- 남진
- 김창숙
- 최불암

## 같이 보기
- 1973년 대한민국의 영화 목록